# 2020 en psychologie
Cet article présente les faits marquants de l'année 2020 en psychologie.

## Décès
- 11 février : Jacques Mehler (né en 1936), psychologue cognitiviste français.